# Balduina
Balduina, manji biljni rod glavočika smještenih u podtribus Gaillardiinae. Pripadaju mu trei endemske vrste raširene po jugoistoku Sjedinjenih Država, i to od Louisiane na zapadu do Atlantske obale i od Sjeverne Karoline na jug do Floride.
Rod je opisan 1818., a tipična vrsta je B. uniflora Nutt.

## Vrste
1. Balduina angustifolia B.L.Rob.
2. Balduina atropurpurea R.M.Harper
3. Balduina uniflora Nutt.